# Khả Trang
Khả Trang (tên khai sinh Dương Thị Hà Giang, sinh năm 1992 tại Hà Giang) là một siêu mẫu quốc tế người Việt Nam, từng đăng quang Hoa khôi Du lịch Hà Nội 2012, giành giải vàng Siêu mẫu Việt Nam 2015 và giành chiến thắng Siêu mẫu Quốc tế 2018, cô cũng từng đại diện Việt Nam và lọt Top 25 Hoa hậu Siêu quốc gia 2016.

## Tiểu sử
Khả Trang, tên khai sinh là Dương Thị Hà Giang, sinh năm 1992 tại Hà Giang.

## Sự nghiệp
Năm 2012, cô tham gia và đăng quang ngôi vị cao nhất cuộc thi  Hoa khôi Du lịch Hà Nội 2012 . Sau đó tiếp tục tham dự  Hoa khôi Thể thao Việt Nam 2012  và đăng quang ngôi vị Á khôi 1.
Năm 2015, cô tham gia Siêu mẫu Việt Nam 2015 và đạt ngôi vị Giải Vàng, cùng giải thưởng siêu mẫu được yêu thích nhất
Năm 2016, cô đại diện Việt Nam tham dự cuộc thi Hoa hậu Hoàn vũ Môi trường (tên cũ của cuộc thi Hoa hậu Sinh thái Quốc tế) tại Ai Cập nhưng không mang lại thành tích. Sau đó, cô nhận lời mời trở thành thành viên Ban Giám Khảo của cuộc thi Hoa hậu Thế giới Ai Cập 2016. Cô tiếp tục đại diện Việt Nam tham dự cuộc thi Hoa hậu Siêu quốc gia và lọt Top 25 chung cuộc, cùng giải thưởng Trang phục Dân tộc đẹp nhất
Năm 2018, cô đại diện Việt Nam tham dự cuộc thi Siêu mẫu Quốc tế 2018 và giành chiến thắng chung cuộc.

## Thành tích đã đạt được
- Hoa khôi Du lịch Hà Nội 2012
- Á khôi 1 Hoa khôi Thể thao Việt Nam 2012
- Giải Vàng Siêu mẫu Việt Nam 2015
  - Giải phụ: Siêu mẫu được yêu thích nhất
- Top 25 Hoa hậu Siêu quốc gia 2016
  - Giải phụ: Trang phục Dân tộc đẹp nhất
- Quán Quân Siêu mẫu Quốc tế 2018